# Петров, Сергей Васильевич (Герой России)
Сергей Васильевич Петров (род. 30.8.1967, Оренбургская область) — командир разведывательной роты 56-го гвардейского десантно-штурмового полка 20-й гвардейской Прикарпатско-Берлинской Краснознамённой ордена Суворова 2-й дивизии Северо-Кавказского военного округа, гвардии капитан.

## Биография
Родился 30 августа 1967 года в селе Беляевка Оренбургской области. Русский. Окончил среднюю школу.
В Вооружённых Силах с 1984 года. В 1988 году окончил Ташкентское высшее общевойсковое командное Краснознамённое ордена Красной Звезды училище имени В. И. Ленина. Служил в воинских частях Белорусского, Закавказского и Северо-Кавказского военных округов. 
Воевал в различных «горячих точках» бывшего Советского Союза и на первой чеченской войне. В боях второй чеченской войны командовал разведывательной ротой 56-го гвардейского десантно-штурмового полка. 
В декабре 1999 года участвовал в операции по взятию российскими войсками Аргунского ущелья. Капитан Петров высадился в ущелье с первым разведывательным взводом, провёл разведку, нашёл удобное место для десантирования основных сил и успешно руководил высадкой десанта. В ходе дальнейших поисковых мероприятий 18 декабря 1999 года разведчики обнаружили крупную базу боевиков. Было решено атаковать. Петров лично разведал подступы к базе, расположил своих бойцов на исходных позициях. Из бесшумного оружия скрытно были сняты часовые. Затем последовала стремительная атака, в которой разведчиков поддержали участвующие в операции десантники.
Противник был застигнут врасплох, попытки оказать сопротивление мгновенно пресекались мощным огнём. Все 45 боевиков, находившихся на базе, были уничтожены или взяты в плен. Командир роты лично уничтожил 6 боевиков в этом бою. База оказалась крупным учебным центром боевиков. Трофеями разведчиков стали 2 направляющие для пуска реактивных снарядов, 1 орудие, 1 миномёт, 2 крупнокалиберных пулемёта, 7 автомобилей, большое количество стрелкового оружия и взрывчатки, а также ценные документы и видеоматериалы. В условиях горной зимы было взято под контроль Аргунское ущелье — главная база и артерия снабжения боевиков и международных террористов в Чечне. В результате в первый год войны была ликвидирована вся тщательно подготовленная инфраструктура для ведения партизанской борьбы против российских войск и уничтожено подавляющее количество их личного состава.
Указом Президента Российской Федерации от 4 мая 2000 года за мужество и героизм, проявленные при выполнении воинского долга в ходе контртеррористической операции на Северном Кавказе гвардии капитану Петрову Сергею Васильевичу присвоено звание Героя Российской Федерации с вручением медали «Золотая Звезда».
В 2003 году окончил Военный Университет. Служил в Главном Управлении воспитательной работы Вооружённых Сил РФ, был заместителем командира полка. После чего, назначен начальником группы отдела по работе с общественными и религиозными объединениями Управления патриотического воспитания и связи с общественностью Главного управления воспитательной работы ВС РФ.Награждён медалями.
В настоящее время С. В. Петров продолжает службу в рядах Следственного комитета Российской Федерации в должности руководителя управления учебной и воспитательной работы, генерал-майор юстиции (2017). Почётный сотрудник Следственного комитета Российской Федерации (2016).